# Vriesea wuelfinghoffii
Vriesea wuelfinghoffii är en gräsväxtart som beskrevs av Werner Rauh och Elvira Angela Gross. Vriesea wuelfinghoffii ingår i släktet Vriesea och familjen Bromeliaceae. Inga underarter finns listade i Catalogue of Life.